# Mopalia imporcata
Mopalia imporcata är en blötdjursart som beskrevs av Carpenter 1864. Mopalia imporcata ingår i släktet Mopalia och familjen Mopaliidae. Inga underarter finns listade i Catalogue of Life.